# 이한대
이한대(1977년 3월 19일~)는 대한민국의 기업가이자 영화 제작자이다. 현재 영화 제작사인 싸이더스의 대표이사를 맡고 있다.